# Cratere Winslow
Winslow  è un cratere sulla superficie di Marte.